# Gouvernement Herrera IV
 Castille-et-León
Herrera III Herrera V
Le gouvernement Herrera IV est le gouvernement de Castille-et-León entre le 28 juin 2011 le 8 juillet 2015, durant la VIIIe législature des Cortes de Castille-et-León. Il est présidé par Juan Vicente Herrera.

## Composition
| Fonction                                            | Titulaire | Titulaire                                                                                 | Parti |
| --------------------------------------------------- | --------- | ----------------------------------------------------------------------------------------- | ----- |
| Président                                           |           | Juan Vicente Herrera                                                                      | PP    |
| Conseiller à la Présidence, porte-parole            |           | José Antonio de Santiago-Juárez López                                                     | PP    |
| Conseillère aux Finances                            |           | Pilar del Olmo Moro                                                                       | PP    |
| Conseiller à l'Économie et à l'Emploi               |           | Tomás Villanueva Rodríguez                                                                | PP    |
| Conseiller à l'Équipement et à l'Environnement      |           | Antonio Silván Rodríguez (jusqu'au 04/05/2015) José Antonio de Santiago-Juárez López a.i. | PP    |
| Conseillère à l'Agriculture et à l'Élevage          |           | Silvia Clemente Municio (jusqu'au 17/06/2015) José Antonio de Santiago-Juárez López a.i.  | PP    |
| Conseiller à la Santé                               |           | Antonio María Sáez Aguado                                                                 | PP    |
| Conseillère à la Famille et à l'Égalité des chances |           | Milagros Marcos Ortega                                                                    | PP    |
| Conseiller à l'Éducation                            |           | Juan José Mateos Otero                                                                    | Sans  |
| Conseillère à la Culture et au Tourisme             |           | Alicia García Rodríguez                                                                   | PP    |